# Lycomorphodes calopteridion
Lycomorphodes calopteridion är en fjärilsart som beskrevs av De Joannis 1904. Lycomorphodes calopteridion ingår i släktet Lycomorphodes och familjen björnspinnare. Inga underarter finns listade i Catalogue of Life.